# The Stunt Woman
Pour plus de détails, voir Fiche technique et Distribution.
The Stunt Woman (阿金, Ah Kam) est un film hongkongais réalisé par Ann Hui, sorti en 1996.

## Synopsis
Kam est une femme qui devient cascadeuse au cinéma sous les ordres de Tung. Elle se rend compte que ce milieu est infiltré par les triades.

## Fiche technique
- Titre : The Stunt Woman
- Titre original : 阿金 (Ah Kam)
- Réalisation : Ann Hui
- Scénario : Chan Kin-chung et Chan Man-keung
- Musique : Yoshihide Ōtomo
- Photographie : Ardy Lam
- Montage : Wong Yee-shun
- Production : Raymond Chow, Catherine Hun et Lau Ka-foo
- Société de production : Golden Harvest et Daca Entertainment
- Pays :  Hong Kong
- Format : Couleurs - 1,85:1 - Mono - 35 mm
- Genre : Action et drame
- Durée : 95 minutes
- Dates de sortie : 
  -  Hong Kong : 10 octobre 1996

## Distribution
- Michelle Yeoh : Ah Kam
- Sammo Hung : chef Tung
- Ken Lo : Ah Long
- Hoi Mang : Copy
- Micheal Lam : Long Hair
- Nick Cheung : Whacko
- Paco Yick : Wah
- Fai Chan : Chan
- Crystal Kwok : Roomate
- Rain Lau : Scarlet
- Jimmy Wong Ga Lok : Sam
- Kent Cheng : Blackjack
- Richard Ng : détective
- Satoshi Okada : Sam / Braided Chan - Evil
- Damian Lau : Lawyer